# ساندرو شرر
ساندرو شرر (زاده ۵ ژوئن ۱۹۸۸) یک داور حرفه‌ای فوتبال اهل سوئیس است.  او از سال ۲۰۱۵ جزو داوران بین المللی فیفا بوده است. 